# Зуевич, Павел Сергеевич
Павел Сергеевич Зуевич (бел. Павел Сяргеевіч Зуевіч; род. 12 июля 1997, Морочь, Минская область) — белорусский футболист, нападающий.

## Карьера

### Начало карьеры
Начинал заниматься футболом в Клецке. В 2014 году присоединился к одноимённому клубу, который выступал во Второй Лиге. За 2 проведённых в клубе сезона в 44 матчах отличился 5 голами. Затем в 2016 году присоединился к минским «Крумкачам». Стал выступать за дублирующий состав клуба. За основную команду дебютировал 21 октября 2016 года в рамках Высшей Лиги против микашевичского «Гранита». В 2017 году продолжил выступать за клуб, однако в основном получал игровую практику только в дублирующем составе, только пару раз выйдя на поле за основную команду. Летом 2017 года покинул клуб.

### «Слуцк»
В августе 2017 года присоединился к «Слуцку». Остаток сезона провёл за дублирующий состав клуба. В 2018 году стал подтягиваться к играм с основной командой. Дебютировал за клуб 13 апреля 2018 года в матче против солигорского «Шахтёра», выйдя на замену в самой концовке. По окончании сезона продлил контракт с клубом. В начале 2019 году получил травму, из-за которой выбыл почти на весь сезон. Выступал только за дублирующий состав. В январе 2020 года продлил контракт с клубом еще на один сезон. За основную команду игровой практики не получал, продолжая выступать в дубле. В феврале 2021 года покинул клуб.

### «Шахтёр» (Петриков)
В конце февраля 2021 года пополнил ряды петриковского «Шахтёра». Дебютировал за клуб 18 апреля 2021 года в матче против дзержинского «Арсенала». дебютным голом за клуб отличился уже в следующем матче 25 апреля 2021 года против пинской «Волны». Закрепился в клубе, став одним из ключевых игроков. По итогу сезона по системе гол+пас набрал 15 результативных очков, из которых 6 забитых голов и 9 голевых передач. В 2022 году не сыграл за клуб ни единого матча и в июле того же года покинул клуб.